# (39395) 6199 P-L
6199 P-L (asteroide 39395) é um asteroide da cintura principal. Possui uma excentricidade de 0.16815160 e uma inclinação de 2.86308º.
Este asteroide foi descoberto no dia 24 de setembro de 1960 por Cornelis Johannes van Houten e Ingrid van Houten-Groeneveld e Tom Gehrels em Palomar.